# 본테인쥐
본테인쥐(Rattus bontanus)는 쥐과에 속하는 설치류 포유류이다. 인도네시아 술라웨시섬의 남서부에서만 발견된다.